# Culex ornatothoracis
Culex ornatothoracis är en tvåvingeart som beskrevs av Theobald 1909. Culex ornatothoracis ingår i släktet Culex och familjen stickmyggor. Inga underarter finns listade i Catalogue of Life.